# Bereżne (obwód lwowski)
Bereżne (ukr. Бережне) – wieś na Ukrainie, w obwodzie lwowskim, w rejonie czerwonogrodzkim, w hromadzie Czerwonogród. W 2001 roku liczyła 60 mieszkańców.